# Sant Martí de Tous
Sant Martí de Tous település Spanyolországban, Barcelona tartományban. Lakosainak száma 1275 fő (2024).

## Földrajza
Sant Martí de Tous Santa Coloma de Queralt, Argençola, Jorba, Santa Margarida de Montbui, Santa Maria de Miralles és Bellprat községekkel határos.

## Népesség
A település lakosságának változását az alábbi diagram mutatja:
| Lakosok száma | 443  | 1007 | 1121 | 1005 | 997  | 1053 | 1160 | 1175 | 1235 | 1275 |
|               | 1717 | 1887 | 1936 | 1960 | 1986 | 2004 | 2009 | 2014 | 2019 | 2024 |